# Distretto di Gaocheng
Il distretto di Gaocheng (藁城区S) è un distretto della Cina, situato nella provincia di Hebei e amministrato dalla prefettura di Shijiazhuang.